# Abodi Salazar
Abodi Salazar est une station de ski de fond des Pyrénées espagnole située en Navarre, juste au sud de la frontière franco-espagnole.

## Géographie
Située en vallée de Salazar dans le massif de l'Abodi au sud du Pic d'Orhy.

## Voies d'accès
Côté français on y accède par le Port de Larrau